# Kon ik maar even bij je zijn
Kon ik maar even bij je zijn is een lied van de Nederlandse zanger Gordon, uitgebracht in 1991.

## Achtergrond
Gordon trad op in het talentenjachtcircuit, terwijl hij in het dagelijks leven marktkoopman was. In 1991 trad hij op op het Nationaal Songfestival met het nummer Gini, je t'aime dat hij samen schreef met John Ewbank, die zelf overigens ook optrad. Het optreden betekende niet Gordons doorbraak maar leverde hem wel een platencontract op bij CNR. Na een mislukte single nam Gordon weer contact op met Ewbank. Deze bood hem de ballad Kon ik maar even bij je zijn aan.
Het nummer betekende Gordons doorbraak naar het grote publiek en ook de doorbraak voor Ewbank, die hierna bekend zou worden als de schrijver achter Marco Borsato. Kon ik maar even bij je zijn bereikte eind 1991 de eerste plaats van de Nederlandse Top 40 en de Nationale Hitparade. In beide hitlijsten zou het daar vier weken blijven staan. Op de B-kant van de single prijkte een Engelstalige versie van het nummer, getiteld If I Could Only Be With You. Na het succes van de single nam Gordon in 1992 ook een album op onder dezelfde titel. Uiteindelijk kon Gordon voor de single een gouden en platina plaat in ontvangst nemen voor de verkoop van 150.000 exemplaren en werd het gelijknamige album in 1993 bekroond met de gouden status voor 50.000 verkochte exemplaren. 
De Engelstalige versie werd een bescheiden hit in Zuid-Afrika. Een Duitse versie haalde de hitlijsten in Duitsland niet. 
In 2009 zong Thomas Berge het nummer in het TROS-programma De beste zangers van Nederland in de aflevering waarin het repertoire van Gordon centraal stond. Door de positieve reacties besloot het management het nummer officieel uit te brengen. De single bereikte op 10 oktober 2009 de eerste plaats van de Single Top 100.

## Hitnoteringen

### Gordon

#### Nederlandse Top 40
| Hitnotering: 26-10-1991 t/m 15-02-1992 | Hitnotering: 26-10-1991 t/m 15-02-1992 | Hitnotering: 26-10-1991 t/m 15-02-1992 | Hitnotering: 26-10-1991 t/m 15-02-1992 | Hitnotering: 26-10-1991 t/m 15-02-1992 | Hitnotering: 26-10-1991 t/m 15-02-1992 | Hitnotering: 26-10-1991 t/m 15-02-1992 | Hitnotering: 26-10-1991 t/m 15-02-1992 | Hitnotering: 26-10-1991 t/m 15-02-1992 | Hitnotering: 26-10-1991 t/m 15-02-1992 | Hitnotering: 26-10-1991 t/m 15-02-1992 | Hitnotering: 26-10-1991 t/m 15-02-1992 | Hitnotering: 26-10-1991 t/m 15-02-1992 | Hitnotering: 26-10-1991 t/m 15-02-1992 | Hitnotering: 26-10-1991 t/m 15-02-1992 | Hitnotering: 26-10-1991 t/m 15-02-1992 | Hitnotering: 26-10-1991 t/m 15-02-1992 | Hitnotering: 26-10-1991 t/m 15-02-1992 |
| Week                                   | 1                                      | 2                                      | 3                                      | 4                                      | 5                                      | 6                                      | 7                                      | 8                                      | 9                                      | 10                                     | 11                                     | 12                                     | 13                                     | 14                                     | 15                                     | 16                                     |                                        |
| -------------------------------------- | -------------------------------------- | -------------------------------------- | -------------------------------------- | -------------------------------------- | -------------------------------------- | -------------------------------------- | -------------------------------------- | -------------------------------------- | -------------------------------------- | -------------------------------------- | -------------------------------------- | -------------------------------------- | -------------------------------------- | -------------------------------------- | -------------------------------------- | -------------------------------------- | -------------------------------------- |
| Nummer                                 | 23                                     | 13                                     | 7                                      | 4                                      | 2                                      | 1                                      | 1                                      | 1                                      | 1                                      | 2                                      | 5                                      | 8                                      | 11                                     | 19                                     | 30                                     | 40                                     | uit                                    |

#### Nationale Top 100
| Hitnotering: 19-10-1991 t/m 29-02-1992 | Hitnotering: 19-10-1991 t/m 29-02-1992 | Hitnotering: 19-10-1991 t/m 29-02-1992 | Hitnotering: 19-10-1991 t/m 29-02-1992 | Hitnotering: 19-10-1991 t/m 29-02-1992 | Hitnotering: 19-10-1991 t/m 29-02-1992 | Hitnotering: 19-10-1991 t/m 29-02-1992 | Hitnotering: 19-10-1991 t/m 29-02-1992 | Hitnotering: 19-10-1991 t/m 29-02-1992 | Hitnotering: 19-10-1991 t/m 29-02-1992 | Hitnotering: 19-10-1991 t/m 29-02-1992 | Hitnotering: 19-10-1991 t/m 29-02-1992 | Hitnotering: 19-10-1991 t/m 29-02-1992 | Hitnotering: 19-10-1991 t/m 29-02-1992 | Hitnotering: 19-10-1991 t/m 29-02-1992 | Hitnotering: 19-10-1991 t/m 29-02-1992 | Hitnotering: 19-10-1991 t/m 29-02-1992 | Hitnotering: 19-10-1991 t/m 29-02-1992 | Hitnotering: 19-10-1991 t/m 29-02-1992 | Hitnotering: 19-10-1991 t/m 29-02-1992 | Hitnotering: 19-10-1991 t/m 29-02-1992 |
| Week                                   | 1                                      | 2                                      | 3                                      | 4                                      | 5                                      | 6                                      | 7                                      | 8                                      | 9                                      | 10                                     | 11                                     | 12                                     | 13                                     | 14                                     | 15                                     | 16                                     | 17                                     | 18                                     | 19                                     |                                        |
| -------------------------------------- | -------------------------------------- | -------------------------------------- | -------------------------------------- | -------------------------------------- | -------------------------------------- | -------------------------------------- | -------------------------------------- | -------------------------------------- | -------------------------------------- | -------------------------------------- | -------------------------------------- | -------------------------------------- | -------------------------------------- | -------------------------------------- | -------------------------------------- | -------------------------------------- | -------------------------------------- | -------------------------------------- | -------------------------------------- | -------------------------------------- |
| Nummer                                 | 88                                     | 66                                     | 24                                     | 12                                     | 6                                      | 3                                      | 1                                      | 1                                      | 1                                      | 1                                      | 2                                      | 5                                      | 6                                      | 9                                      | 13                                     | 27                                     | 47                                     | 66                                     | 100                                    | uit                                    |

#### NPO Radio 2 Top 2000
| Nummer met noteringen in de NPO Radio 2 Top 2000 | '99  | '00-'01 | '02  | '03  | '04  | '05  | '06  | '07 | '08  |
| ------------------------------------------------ | ---- | ------- | ---- | ---- | ---- | ---- | ---- | --- | ---- |
| Kon ik maar even bij je zijn                     | 1171 | -       | 1942 | 1484 | 1644 | 1837 | 1523 | -   | 1873 |

1. ↑  Een '-' betekent dat het nummer niet was genoteerd en een vetgedrukt getal geeft de hoogste notering aan.
2. ↑  Deze tabel is bijgewerkt tot en met de meest recente editie (2024).

### Thomas Berge

#### Single Top 100
| Hitnotering: 03-10-2009 t/m 09-01-2010 | Hitnotering: 03-10-2009 t/m 09-01-2010 | Hitnotering: 03-10-2009 t/m 09-01-2010 | Hitnotering: 03-10-2009 t/m 09-01-2010 | Hitnotering: 03-10-2009 t/m 09-01-2010 | Hitnotering: 03-10-2009 t/m 09-01-2010 | Hitnotering: 03-10-2009 t/m 09-01-2010 | Hitnotering: 03-10-2009 t/m 09-01-2010 | Hitnotering: 03-10-2009 t/m 09-01-2010 | Hitnotering: 03-10-2009 t/m 09-01-2010 | Hitnotering: 03-10-2009 t/m 09-01-2010 | Hitnotering: 03-10-2009 t/m 09-01-2010 | Hitnotering: 03-10-2009 t/m 09-01-2010 | Hitnotering: 03-10-2009 t/m 09-01-2010 | Hitnotering: 03-10-2009 t/m 09-01-2010 | Hitnotering: 03-10-2009 t/m 09-01-2010 | Hitnotering: 03-10-2009 t/m 09-01-2010 |
| Week                                   | 1                                      | 2                                      | 3                                      | 4                                      | 5                                      | 6                                      | 7                                      | 8                                      | 9                                      | 10                                     | 11                                     | 12                                     | 13                                     | 14                                     | 15                                     |                                        |
| -------------------------------------- | -------------------------------------- | -------------------------------------- | -------------------------------------- | -------------------------------------- | -------------------------------------- | -------------------------------------- | -------------------------------------- | -------------------------------------- | -------------------------------------- | -------------------------------------- | -------------------------------------- | -------------------------------------- | -------------------------------------- | -------------------------------------- | -------------------------------------- | -------------------------------------- |
| Nummer                                 | 59                                     | 1                                      | 2                                      | 2                                      | 2                                      | 3                                      | 4                                      | 4                                      | 13                                     | 29                                     | 45                                     | 64                                     | 73                                     | 70                                     | 76                                     | uit                                    |

## Trivia
- Het nummer kreeg ook bekendheid doordat Paul de Leeuw in april 1992 in De Schreeuw van de Leeuw een practical joke uithaalde met Gordon, die te gast was. De Leeuw liet het nummer live door Keesje, een kind van een kennis van De Leeuw, verschrikkelijk vals uitvoeren, waarna hij hard tegen het kind uitviel.[5] De grap werd niet door iedereen doorzien en er ontstond zoveel commotie, dat het item zelfs het NOS Journaal van acht uur haalde. Uiteindelijk bood De Leeuw, na het zien van alle klachten, in het Jeugdjournaal zijn excuses aan voor de grap.[6]